# Ellrich
Ellrich település Németországban, azon belül Türingiában. Lakosainak száma 5488 fő (2023. december 31.).

## Népesség
A település népességének változása:
| Lakosok száma | 5561 | 5543 | 5391 | 5492 | 5488 |
|               | 2017 | 2019 | 2021 | 2022 | 2023 |